# Langaha alluaudi
Langaha alluaudi är en ormart som beskrevs av Mocquard 1901. Langaha alluaudi ingår i släktet Langaha och familjen snokar. Inga underarter finns listade i Catalogue of Life.
Arten förekommer på sydvästra och södra Madagaskar. Den lever i låglandet och i kulliga områden upp till 200 meter över havet. Individerna vistas i torra skogar och i områden med taggiga buskar. De kan anpassa sig till måttliga landskapsförändringar.
Beståndet hotas av intensivt skogsbruk, svedjebruk och skogsbränder. Populationen minskar men ormen är fortfarande vanligt förekommande. IUCN kategoriserar arten globalt som livskraftig.